# Lymeon imbecillis
Lymeon imbecillis là một loài tò vò trong họ Ichneumonidae.